# Rajd Cordatic 1969
Rajd Cordatic 1969 (VIII. Int. Cordatic Rallye 1969) – 8 edycja rajdu samochodowego Rajd Cordatic rozgrywanego na Węgrzech. Rozgrywany był od 30 sierpnia do 1 września 1969 roku. Była to czwarta runda Rajdowego Pucharu Pokoju i Przyjaźni w roku 1969.

## Klasyfikacja rajdu
| Miejsce                | Kierowca               | Pilot                  | Samochód               | Wynik                  | Strata                 |                        |
| Klasyfikacja generalna | Klasyfikacja generalna | Klasyfikacja generalna | Klasyfikacja generalna | Klasyfikacja generalna | Klasyfikacja generalna | Klasyfikacja generalna |
| ---------------------- | ---------------------- | ---------------------- | ---------------------- | ---------------------- | ---------------------- | ---------------------- |
| 1.                     | Attila Ferjáncz        | Jenő Zsembery          | Renault 8 Gordini      | ?                      | 0.0                    |                        |
| 2.                     | Horst Storbeck         | Hubert Kallus          | Trabant P 601          | ?                      | +1’12                  |                        |
| 3.                     | Adam Smorawiński       | Andrzej Zembrzuski     | BMW 1600 Ti            | ?                      | +2’21                  |                        |
| 4.                     | Volker Beyer           | Werner Schramm         | Trabant P 601          | ?                      | +4’29”                 |                        |
| 5.                     | Istvan Mester          | Dezsö Kiss             | Steyr Puch             | ?                      | 6’58                   |                        |
| 6.                     | Ferenc Kelemen         | Károly Pulváry         | Polski Fiat 125p       | ?                      | +8’37                  |                        |
| 7.                     | Frieder Kramer         | Gisela Kramer          | Trabant P 601          | ?                      | +10’17                 |                        |
| 8.                     | Zoltan Karacsonyi      | Denes Dobi             | Fiat 850 Coupe         | ?                      | +12’21                 |                        |
| 9.                     | Pal Gaal               | Attila Nemeth          | Škoda 1000 MB          | ?                      | +16’11                 |                        |
| 10.                    | Manfred Lukes          | Konrad Zehlicke        | Trabant P 601          | ?                      | +16’47                 |                        |
| Klasyfikacja CoPaF     |                        |                        |                        |                        |                        |                        |
| 1.                     | Attila Ferjáncz ?      |                        |                        |                        | 0.0                    |                        |